# Lamborghini Murciélago LP640
A Lamborghini Murciélago LP640 é um modelo da Lamborghini feito para competir contra a Ferrari Enzo Ferrari. O modelo foi apresentado no Salão do Automóvel de Genebra, na Suíça, e é um variante da Lamborghini Murciélago.

## Especificações
- Motor: Lamborghini V12 6.5L capaz de produzir 640 cv
- Aceleração (0 a 100 km/h): 3,4 segundos
- Consumo: em média 4.8 quilômetros por litro de combustível, já na estrada ele é mais generoso, fazendo 7.2 quilômetros por litro.

## Concorrentes
- Ferrari Enzo Ferrari
- Porsche Carrera GT
- Mercedes-Benz SLR McLaren